# Алахуэленсе
«Алахуэле́нсе», полное название «Лига Депорти́ва Алахуэле́нсе» (исп. Liga Deportiva Alajuelense) — футбольный клуб из города Алахуэла в Коста-Рике. Второй по титулам и популярности клуб Коста-Рики после «Саприссы».

## История
Клуб основан 18 июня 1919 года. «Алахуэленсе» примечателен тем, что выигрывал минимум по 1 чемпионству в каждое из десятилетий, в которых проводились чемпионаты страны. Больше ни одному клубу в Коста-Рике не удалось добиться таких результатов.
«Алахуэленсе» стал первым коста-риканским клубом, добившимся победы в Кубке чемпионов КОНКАКАФ в 1986 году. Кроме того, команда дважды принимала участие в южноамериканских клубных соревнованиях — в 2000 году в Кубке Мерконорте, и в 2006 — в Южноамериканском кубке.

## Достижения
- Чемпион Коста-Рики (29): 1928, 1939, 1941, 1945, 1949, 1950, 1958, 1959, 1960, 1966, 1970, 1971, 1980, 1983, 1984, 1990/91, 1991/92, 1995/96, 1996/97, 1999/00, 2000/01, 2001/02, 2002/03, 2004/05, Зим. 2010, Лет. 2011, Зим. 2011, Зим. 2012, Зим. 2013
- Победитель Кубка чемпионов КОНКАКАФ (2): 1986, 2004
  - Финалисты Лиги чемпионов КОНКАКАФ (3): 1971, 1992, 1999